# Anthodes
Anthodes là một chi bướm đêm thuộc họ Noctuidae.